# Wiligelmo de Módena

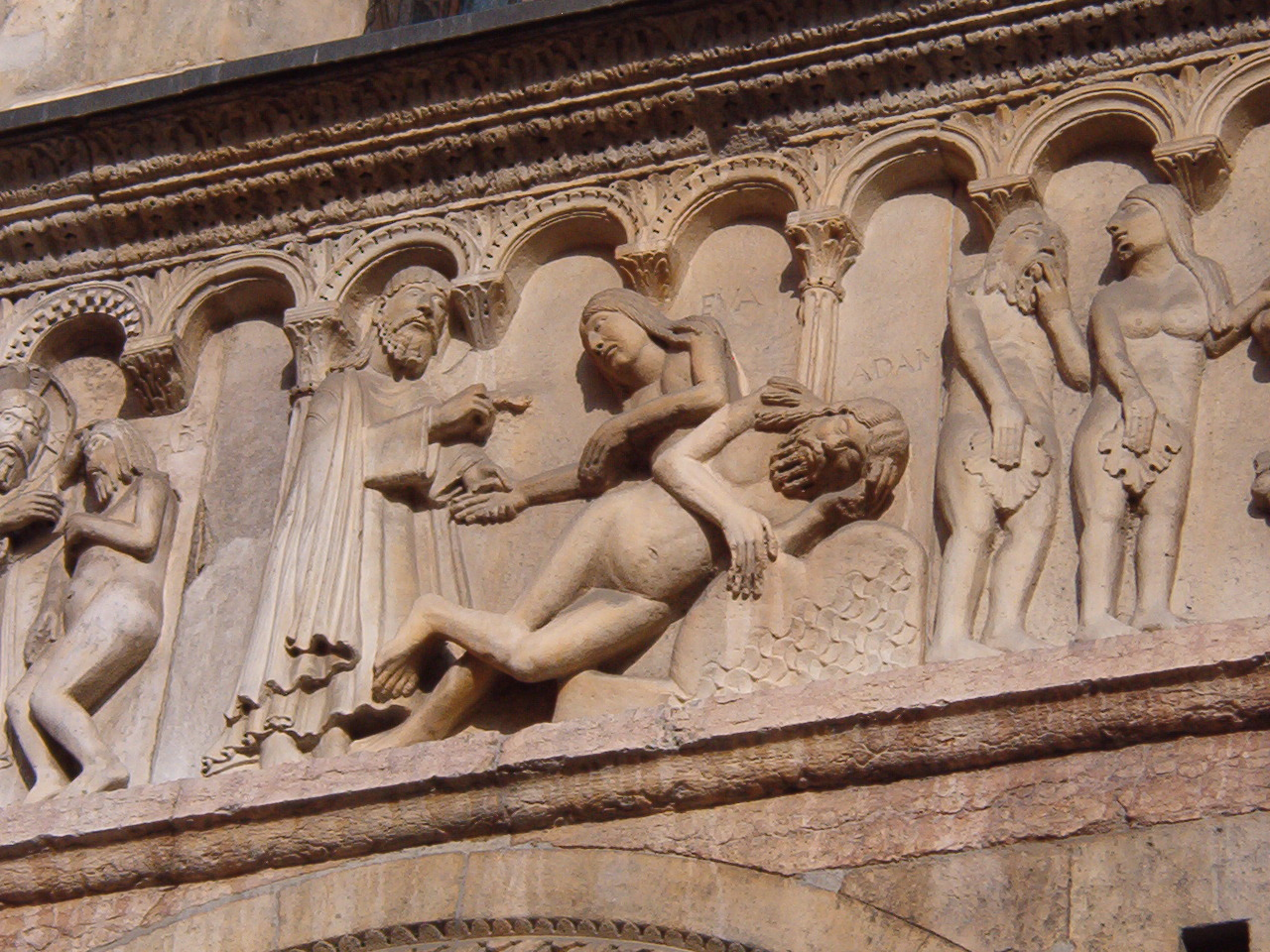
Wiligelmus, Adán y Eva, Catedral de Módena.

Wiligelmo de Módena fue un escultor italiano que realizó diversos trabajos en los relieves de la Catedral de Módena hacia el año 1099 y probablemente fue también el arquitecto responsable de la edificación de la fachada y de la parte anterior de esa catedral. Es el más importante maestro de la escultura románica en Italia. Sus obras se caracterizan por su vivacidad y su sentido de la narración.

## Actividad artística
Muy probablemente era un artesano de Módena, con varios discípulos, que también le ayudaron en la decoración de la catedral. Su nombre nos llega por un escrito en caracteres distintos (seguramente póstuma) colocada bajo la fachada de la catedral y que indica la fecha de la fundación de la iglesia y un elogio a su labor artística:
```
Cuánto entre los escultores

tú eres digno de honor

es claro ahora, oh Wiligelmus

por tus obras
```

El texto está sostenido por las figuras de Enoc y de Elías, profetas que, según sus respectivas tradiciones, fueron llevados al cielo sin pasar por la muerte: así se simboliza la inmortalidad de la que goza el artista por los trabajos realizados. Dado que el arquitecto de la catedral, Lanfranco, había sido traído de fuera de la ciudad para realizar estas obras, es signo de la fama de la que ya gozaba Wiligelmus al iniciar la catedral. 
Entre los más conocidos relieves de Wiligelmo se puede contar las Historias del Génesis, hoy colocadas en la fachada de la Catedral de Módena. Antes formaban parte del prospecto del balcón del presbiterio o del parapeto presbiterio. Allí se muestran sus principales características: la continuidad con el tema, expresividad, capacidad de síntesis y de mostrar lo esencial. Los ambientes no tienen descripciones: los personajes se muestran en acción. Un ejemplo típico es el del ciego Lamech que mata a Caín: la ceguera se muestra claramente por su actitud. El conjunto es en sí una narración sintética.

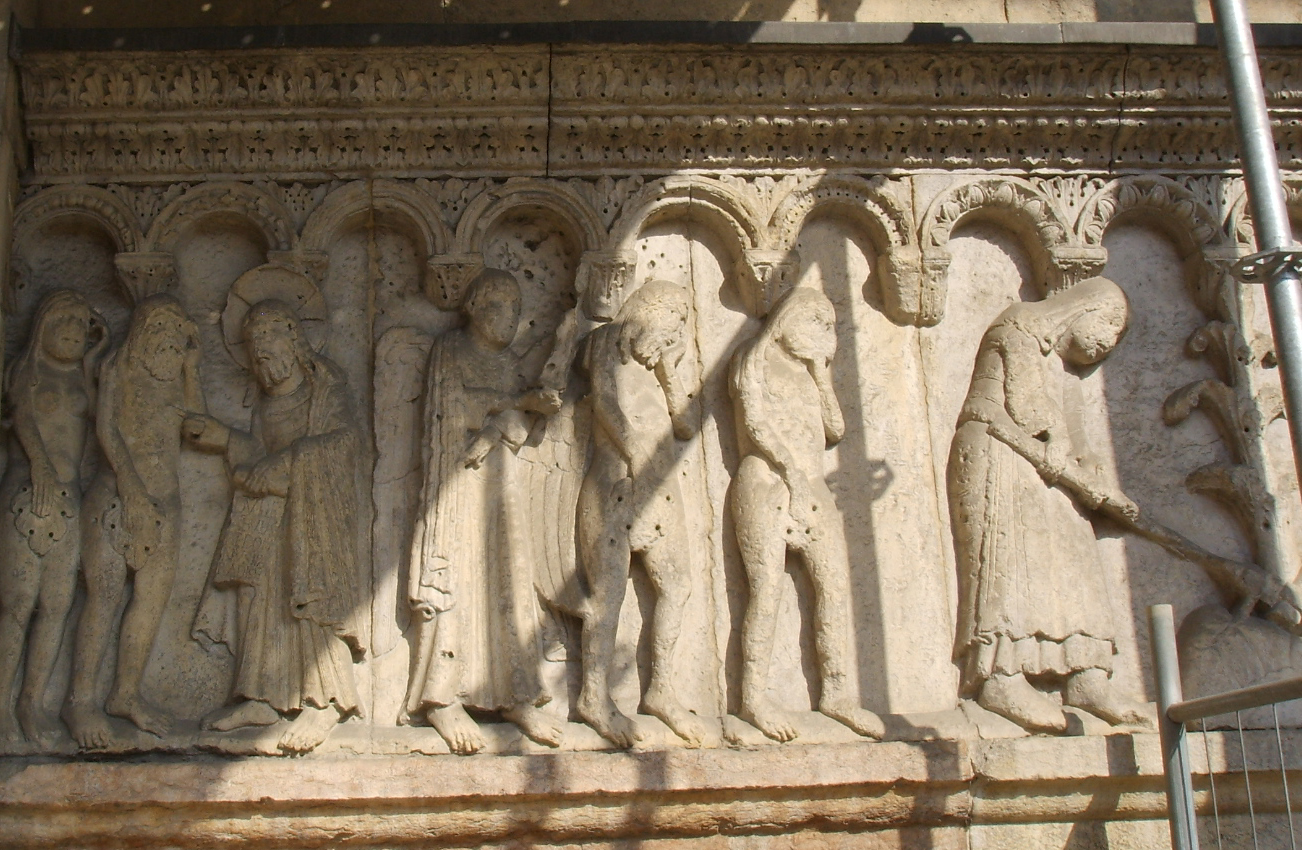
Expulsión del paraíso.

En La creación de la mujer, donde el ambiente en que se desarrolla el milagro se sugiere por una roca redonda que representa las aguas del río del Paraíso.
Las esculturas de Wiligelmus no son de un naturalismo al estilo romano o de un funcionalismo dependiente de la narración. Tampoco es una concepción fuera del espacio de tipo bizantino. Se trata más bien una transformación del simbolismo bizantino: busca sugerir el lugar y circunstancias dejando elementos que permitan descubrir el resto. 
Se le atribuyen también (o a su escuela) algunos relieves, que quizás estaban en un púlpito ya destrozado, que se encuentran en diversos lugares de la fachada de la Catedral de Cremona.

## Influencias
Algunos elementos de su técnica recuerdan la escultura languedociana francesa, de manera particular el claustro de la abadía de San Pedro en Moissac y la de la Basílica de San Sernín en Toulouse.
Se ha discutido largamente sobre estas influencias presuponiendo una formación de Wiligelmo en el ámbito de aquellos escultores. No hay duda de que estos contactos existieron, pero, más de que una dependencia, se trata de contemporaneidad cultural y de intercambios recíprocos. 
Se puede hablar de una escuela wiligélmica no solo por sus alumnos sino también por otros dos grandes escultores de la época: Niccolò, activo en Ferrara y Benedetto Antelami, activo en Parma, quienes muestran cierta influencia de Wiligelmus en sus obras.